# Tuolpukjaurasj
Tuolpukjaurasj är en sjö i Gällivare kommun i Lappland och ingår i Kalixälvens huvudavrinningsområde. Sjön har en area på 0,0609 kvadratkilometer och ligger 596,6 meter över havet. Tuolpukjaurasj ligger i Sjaunja Natura 2000-område.

## Delavrinningsområde
Tuolpukjaurasj ingår i det delavrinningsområde (749546-166327) som SMHI kallar för Inloppet i Arasaiva. Medelhöjden är 662 meter över havet och ytan är 23,15 kvadratkilometer. Det finns inga avrinningsområden uppströms utan avrinningsområdet är högsta punkten. Arasaivajåkka som avvattnar avrinningsområdet har biflödesordning 2, vilket innebär att vattnet flödar genom totalt 2 vattendrag innan det når havet efter 360 kilometer. Avrinningsområdet består mestadels av skog (35 procent) och kalfjäll (55 procent). Avrinningsområdet har 0,06 kvadratkilometer vattenytor vilket ger det en sjöprocent på 0,3 procent.